# 紀元前368年
紀元前368年（きげんぜん368ねん）は、ローマ暦の年である。
当時は、「コルネリウス、プラエテクスタトゥス、ストルクトゥス、カピトリヌス、クラッスス、キクリヌスが執政武官に就任した年」として知られていた（もしくは、それほど使われてはいないが、ローマ建国紀元386年）。紀年法として西暦（キリスト紀元）がヨーロッパで広く普及した中世時代初期以降、この年は紀元前368年と表記されるのが一般的となった。

## 他の紀年法
- 干支 : 癸丑
- 日本
  - 皇紀293年
  - 孝安天皇25年
- 中国
  - 周 - 顕王元年
  - 秦 - 献公17年
  - 楚 - 宣王2年
  - 斉 - 桓公7年
  - 燕 - 桓公5年
  - 趙 - 成侯7年
  - 魏 - 恵王2年
  - 韓 - 懿侯7年
- 朝鮮
  - 檀紀1966年
- ベトナム :
- 仏滅紀元 : 177年
- ユダヤ暦 :

## できごと

### ギリシア
- 前年のマケドニア王国によるテッサリアへの介入が成功した後に、マケドニア軍が撤退すると、フェライのアレクサンドロスの圧政は以前にも増して苛烈なものとなった。このためテッサリア人たちはテーバイに支援を求めた。テーバイはペロピダスを派遣したが、アレクサンドロスは約束を違えてペロピダスを捕らえ、投獄した。
- これに対して、エパメイノンダスはテーバイ軍の指揮者に復帰し、テーバイ軍を率いてテッサリアへ侵攻し、テッサリア人たちに策をめぐらせ、戦うことのないままペロピダスの解放を勝ち取った。
- 義弟アロロスのプトレマイオス (en:Ptolemy of Aloros) の煽動により、マケドニア王アレクサンドロス2世が、祝祭の最中に暗殺された。王弟ペルディッカス3世が即位したが、まだ歳若く、プトレマイオスが摂政に任じられた。

### 中国
- 斉が魏を攻撃し、観津を奪った。
- 趙が斉に侵攻し、長城に達した。
- 魏の大夫の王錯が韓に亡命した。

### 哲学
- プラトンの『国家』が完成した。同書は、理想的な正しい社会の法について論じ、王は哲学者か、少なくともその教えを受けた者でなければならないと示唆した。

## 死去
- アレクサンドロス2世、マケドニア王